# Tanzlinde de Bergheim
Le tanzlinde de Bergheim est un tilleul de danse  et un arbre remarquable, se trouvant à Bergheim, dans le département du Haut-Rhin.

## Situation
Il se trouve dans le jardin public du Herrengarten.
Des occupants allemands l'abîmèrent par le feu en 1917, et il a aujourd'hui une béquille

## Histoire
Il fut planté en 1313, en commémoration des privilèges (droits de justice, d’asile, de monnaie et de péage) accordés à Bergheim par les Habsbourg, siècle à partir duquel on aurait commencé à festoyer sous l'arbre.
En 1848, le Comité pour la Révolution prononça ses discours pour la liberté sous l'arbre.
Jusqu'en 1902, les fêtes publiques avaient toujours lieu en ce même endroit. Aujourd'hui, il est abîmé par suite des intempéries. Mais malgré cela, il fleurit d'année en année.

## Description
C'est un tilleul à grandes feuilles (tilia platyphyllos) qui, en 2017, mesurait 17 mètres de hauteur et 6,3 m de circonférence.

## Utilisation
Il est aujourd'hui le point de rencontres des « gardiens du tilleul » et le lieu de nombreuses animations